# Castelhano
Castelhano, właśc. Cypriano Nunes (ur. 22 września 1892 w Santana do Livramento, zm. 26 listopada 1980 tamże) – piłkarz brazylijski grający na pozycji napastnika.
Castelhano karierę piłkarską rozpoczął w klubie 14 de Julho w 1907 roku. W 1920 roku krótko grał w Santosie FC, po czym wrócił na kolejne 9 lat do 14 de Julho, gdzie zakończył karierę w 1929 roku. nie odniósł większych sukcesów.
Castelhano wziął udział w turnieju Copa América 1920. Brazylia zajęła trzecie miejsce, a Alvariza zagrał w meczach z Argentyną, Urugwajem i Chile. Łącznie zagrał cztery mecze w barwach canarinhos.